# Мангуалди
Мангуа́лди (порт. Mangualde; [mɐ̃'gwaɫd(ɨ)]) — город в Португалии, центр одноимённого муниципалитета в составе округа Визеу. Находится в составе крупной городской агломерации Большое Визеу. По старому административному делению входил в провинцию Бейра-Алта. Входит в экономико-статистический субрегион Дан-Лафойнш, который входит в Центральный регион. Численность населения — 8,9 тыс. жителей (город), 21 тыс. жителей (муниципалитет) на 2001 год. Занимает площадь 220,72 км².
Праздник города — 8 сентября.

## Расположение
Город расположен в 14 км на юго-восток от адм. центра округа города Визеу.
Муниципалитет граничит:
- на севере — муниципалитет Пеналва-ду-Каштелу
- на востоке — муниципалитет Форнуш-де-Алгодреш
- на юго-востоке — муниципалитет Говея
- на юге — муниципалитет Сейя
- на юго-западе — муниципалитет Нелаш
- на северо-западе — муниципалитет Визеу

## История
Город основан в 1102 году.

## Население
| Численность населения муниципалитета по годам | Численность населения муниципалитета по годам | Численность населения муниципалитета по годам | Численность населения муниципалитета по годам | Численность населения муниципалитета по годам | Численность населения муниципалитета по годам | Численность населения муниципалитета по годам | Численность населения муниципалитета по годам | Численность населения муниципалитета по годам |
| --------------------------------------------- | --------------------------------------------- | --------------------------------------------- | --------------------------------------------- | --------------------------------------------- | --------------------------------------------- | --------------------------------------------- | --------------------------------------------- | --------------------------------------------- |
| 1801                                          | 1849                                          | 1900                                          | 1930                                          | 1960                                          | 1981                                          | 1991                                          | 2001                                          | 2004                                          |
| 10 216                                        | 12 345                                        | 22 340                                        | 23 225                                        | 23 311                                        | 21 438                                        | 21 808                                        | 20 990                                        | 21 158                                        |

## Знаменитые уроженцы
- Лио (Ванда Мария Рибейро Фуртадо Таварес де Васконселос; род. 17 июня 1962 года) — бельгийская певица и актриса.

## Состав муниципалитета
В муниципалитет входят следующие районы:
1. Абруньоза-а-Велья
2. Алкафаше
3. Шанш-де-Тавареш
4. Кунья-Алта
5. Кунья-Байша
6. Эшпинью
7. Форнуш-де-Масейра-Дан
8. Фрейшиоза
9. Лобелье-ду-Мату
10. Мангуалди
11. Мешкитела
12. Моимента-де-Масейра-Дан
13. Повуа-де-Сервайнш
14. Кинтела-де-Азурара
15. Сантьягу-де-Кассуррайнш
16. Сан-Жуан-да-Фрешта
17. Траванка-де-Тавареш
18. Варзеа-де-Тавареш

## Фотогалерея

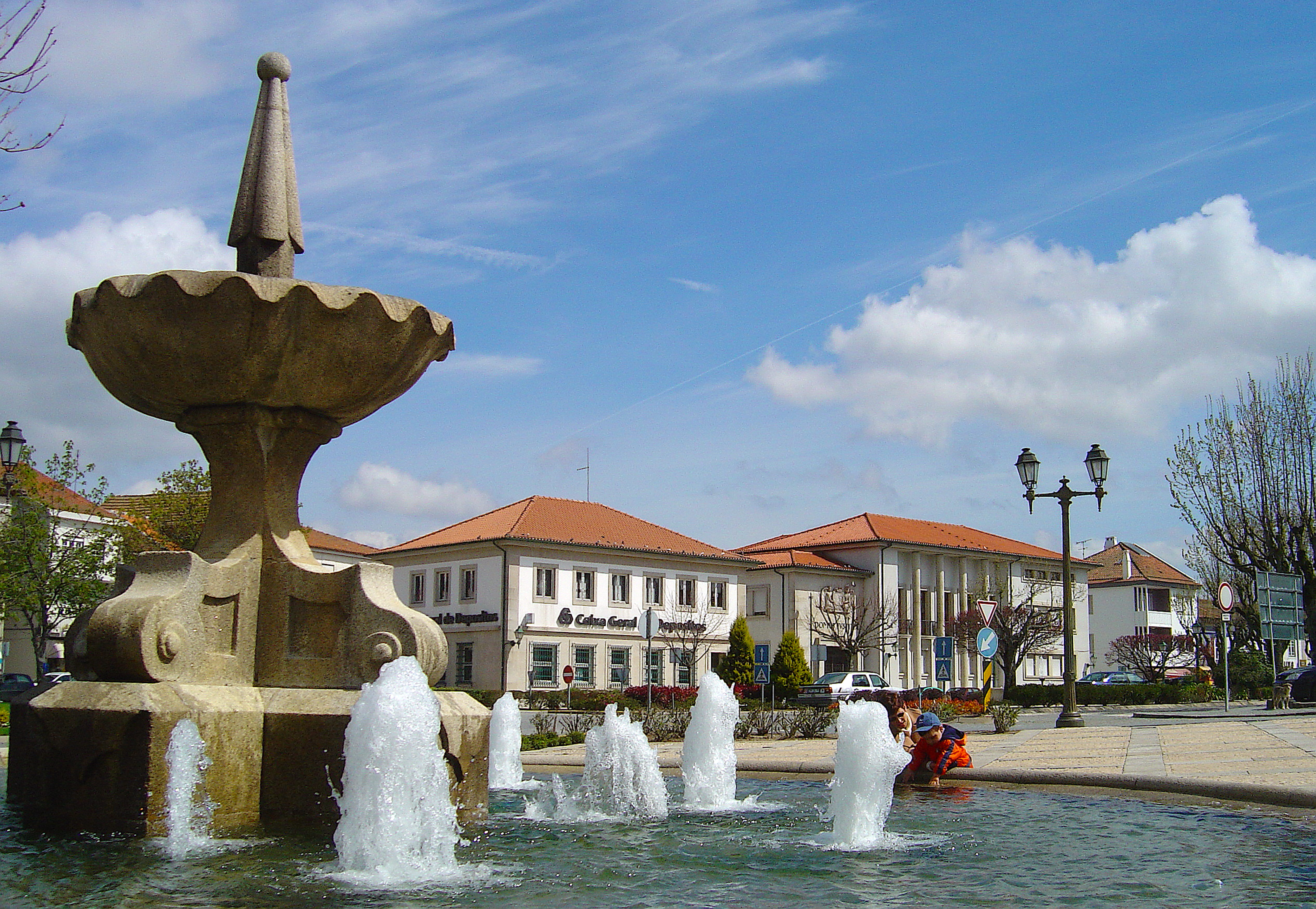